# Il Novellino (rivista)
Il Novellino è stata una rivista illustrata a colori dell'editoria italiana per bambini, pubblicata dal 1898 al 1927. Nel 1928 si fonde con Il Corrierino generando Il Corrierino-Novellino
.
La rivista viene considerata da alcuni come il primo esperimento concreto di giornalino illustrato per ragazzi, il cui scopo primario era di puro intrattenimento, scevro da intenti pedagogici. L'illustrazione a colori, inclusa già da subito, ricopriva uno spazio abbastanza ampio all'interno della rivista. Infatti, nel 1904 il Novellino fu il primo a pubblicare una tavola integrale a colori con balloon della striscia a fumetti The Yellow Kid. Contribuì inoltre, negli anni successivi, a introdurre in Italia due importanti personaggi, Foxy Granpa (Nonno Volpone) di Shultz e Katzenjammer Kids (Bibì e Bobò) di Dirks, al giovane pubblico italiano.

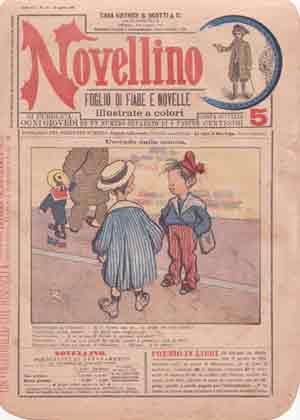
Copertina di un numero della rivista del 1907.

## Illustratori e autori
- Yambo
- Giorgio Scerbanenco